# 都鍾煥
都 鍾煥（ト・ジョンファン、韓国語: 도종환、1954年9月27日または1954年8月25日〈旧暦7月27日〉または1955年9月27日 - ）は、韓国の詩人、政治家。第19・20・21代国会議員。忠清北道清原郡江内面（現・忠清北道清州市興徳区江内面）出身。本貫は星州都氏。族譜では鍾煥が字とされ、譜名は都鍾基（ト・ジョンギ、도종기）。漢字表記は都鐘煥とも。
亡き妻へ捧げる詩集の『葵のようなあなた』（접시꽃 당신、1986年）の作者である。

## 略歴
忠北大学校、同大学院、忠南大学校大学院卒。詩人として活動していたほか、月刊『忠清レビュー』発行人、徳山中学校教師、全国教職員労働組合清州支部長、韓国民族芸術人総連合忠北支会文学委員会委員長、舟城大学文芸創作科兼任教授、民族文学作家会議副理事長、第4代韓国刊行物倫理委員会委員、韓国民族芸術人総連合副会長、韓国作家会議事務総長、民主統合党公薦審査委員会委員を務めた。
2012年4月に行われた第19代総選挙において民主統合党（現・共に民主党）から比例代表候補（名簿順位16番）として立候補し、当選。国会では教育文化体育観光委員会と軍人権改善と兵役文化革新特別委員会に所属して活動している。
2016年4月に行われた第20代総選挙では、比例から地域区（忠清北道清州市興徳区選挙区）に鞍替え立候補して当選を果たした。
2017年5月30日、文在寅大統領により文化体育観光部長官に指名された。また、2021年4月には共に民主党の再補欠選挙での惨敗により、同党非常対策委員会委員長を務めた。
2023年4月より文在寅の「平山書房」の理事を務めている。
「親文在寅系」であるため、2024年の第22代総選挙の前には共に民主党の公認をもらえなかった。

## 受賞歴
- 1990年：第8回 申東曄創作基金賞
- 1997年：第7回 民族芸術賞
- 2000年：第2回 KBS正しい言葉賞
- 2006年：韓国文化芸術委員会文学部門今年の芸術賞
- 2006年：現代文学部門、忠北芸術賞
- 2006年：居昌・平和・人権文学賞
- 2008年：第2回スミレ詩人賞
- 2009年：第22回 鄭芝溶文学賞
- 2010年：第5回 尹東柱賞文学大賞
- 2011年：第13回 白石文学賞
- 2012年：第20回 空超文学賞
- 2014年：第1回 辛夕汀文学賞
- 2015年：一致のための政治フォーラム第5回国会を輝かせた正しい言語賞常任委模範賞

## 主な作品
詩集
- 1985年、『고두미 마을에서』(コドゥミ村で)[15]
- 1986年、『접시꽃 당신』(葵のようなあなた)
- 1988年、『내가 사랑하는 당신은』(私が愛するあなたは)
- 1989年、『몸은 비록 떠나지만』(肉体はたとえ離れても)
- 1989年、『지금 비록 너희 곁을 떠나지만』(いま、たとえあなたの傍を離れていても)
- 1993年、『당신은 누구십니까』(あなたはどなたですか)
- 1994年、『사람의 마을에 꽃이 진다』(人の町に花が散る)
- 1998年、『부드러운 직선』(柔らかい直線)
- 2005年、『슬픔의 뿌리』(悲しみの根っこ)
- 2006年、『해인으로 가는 길』(海印へ行く道)
- 2011年、『세 시에서 다섯 시 사이』(三時から五時の間)

散文集
- 1990年、『지금은 묻어둔 그리움』(今は埋めてある懐かしさ)
- 1994年、『그대 가슴에 뜨는 나뭇잎 배』(あなたの胸に浮かぶ木の葉船)
- 1998年、『그때 그 도마뱀은 무슨 표정을 지었을까』(その時、トカゲはどんな表情だったのか)
- 2000年、『모과』(かりん)
- 2000年、『마지막 한 번을 더 용서하는 마음』(最後にもう一度赦す心)
- 2004年、『사람은 누구나 꽃이다』(人は誰も花である)

童話
- 2002年、『바다유리』(海のガラス)
- 2007年、『나무야 안녕』(木よ、さよなら)

## エピソード
都と死別した妻の物語は1988年に『葵のようなあなた』として映画化された（朴哲洙監督、イ・ボヒとイ・ドックァ主演）。
先妻と1985年に死別した後、1991年に再婚した。当時は詩作と映画でファンも多くなったが、一部は都の再婚でかなりの衝撃を受けた。
詩作と散文は中学校の教科書に収録されたが、政治家になった際に韓国教育課程評価院は教科書から外すように出版社に勧告した。
楽浪郡平壌中心説否定・遼河以西説支持、伽耶の「任那」表現否定、「老論支配説」支持などの擬似史学（偽史）・在野史学の信奉者と見なされるため、主に歴史学界から批判された。特に過去に北東アジア歴史地図製作計画への批判そして中止、ハーバード大学韓国古代史プロジェクトの中断の過程において決定的な役割を果たしたという疑惑があり、韓国の主流歴史学界を「植民地史観」と攻撃したため、韓国古代史学会やメディアは都の文化体育観光部長官指名の時に懸念を示し、都の釈明を求めた。しかし、本人は「『桓檀古記』をまともに読めなかった」などとして、擬似史学追従の歴史観についての指摘を否定している。
2018年、セクハラ行為で失脚した高銀について、「高銀は都の結婚式の司会者を務めた」という報道が出て、国会にも取り上げられたが、都は結婚式に神父だけが司会者を務めたと言い、「偽ニュースだ」と否定した。
2018年の第7回全国同時地方選挙で、大韓愛国党の都姓の女性候補が「私は都鍾煥の実妹だ」と主張したが、都は「実妹はみんな『淑』というトルリムチャを使っている。事実無根だ」と否定した。
2020年の第21代総選挙の候補者討論会で、対立候補の鄭宇沢が「文在寅政権になると北朝鮮がミサイルを38回も撃った」と文政権を批判した。これに対し、都は「（北朝鮮がミサイル撃つのは）韓米軍事合同訓練とF-35戦闘機の清州飛行場への搬入に対する反発だ」「38発を撃ったそうだが、実際に私たちがもっと多く撃っている」と北朝鮮擁護と捉える発言をしたため、未来統合党側から批判された。
2023年6月、中国政府からの招請を受けて、韓国議員代表団を率いてチベット自治区を訪問し、「チベット観光文化エキスポ」に参加したが、韓国国内では否定的な世論が湧き上がった。